# オープンサイエンス
オープンサイエンス（英: open science）とは、研究者のような専門家だけでなく非専門家であっても、あらゆる人々が学術的研究や調査の成果やその他の発信される情報にアクセスしたり、研究活動に多様な方法で参加したりできるようにするさまざまな運動のことである。オープンサイエンスは、オープンアクセスの推進など科学的な知をもっとオープンにし、社会に伝えるというさまざまな活動を含む。
オープンサイエンスは、学術雑誌の出現により17世紀に始まったとされる。当時、科学的な知へアクセスしたいという社会的な気運が高まるとともに、科学者たちは自分たちの仕事を進めるためには互いに成果を共有しあう必要があると考えるようになった。現在では、科学的な情報はどの程度まで共有されるべきかについてさまざまな議論がある。

## 背景
科学は、データを収集し、分析し、公開し、再分析し、批判し、再利用するものである。一方、オープンサイエンスの支持者たちは、そういった行為を妨害するさまざまな障壁があると言う。
たとえば、購読料を支払った者にしかアクセスできない購読料の壁がある営利出版社のサイトである。そういったサイト上のデータの使用は制限されている。また、不出来な形式で提供されているデータや独自のソフトウェアは別の目的のために使うのが難しい。情報の使われ方のコントロールを失うことを恐れてデータを公開するのは不本意とする文化もある。 

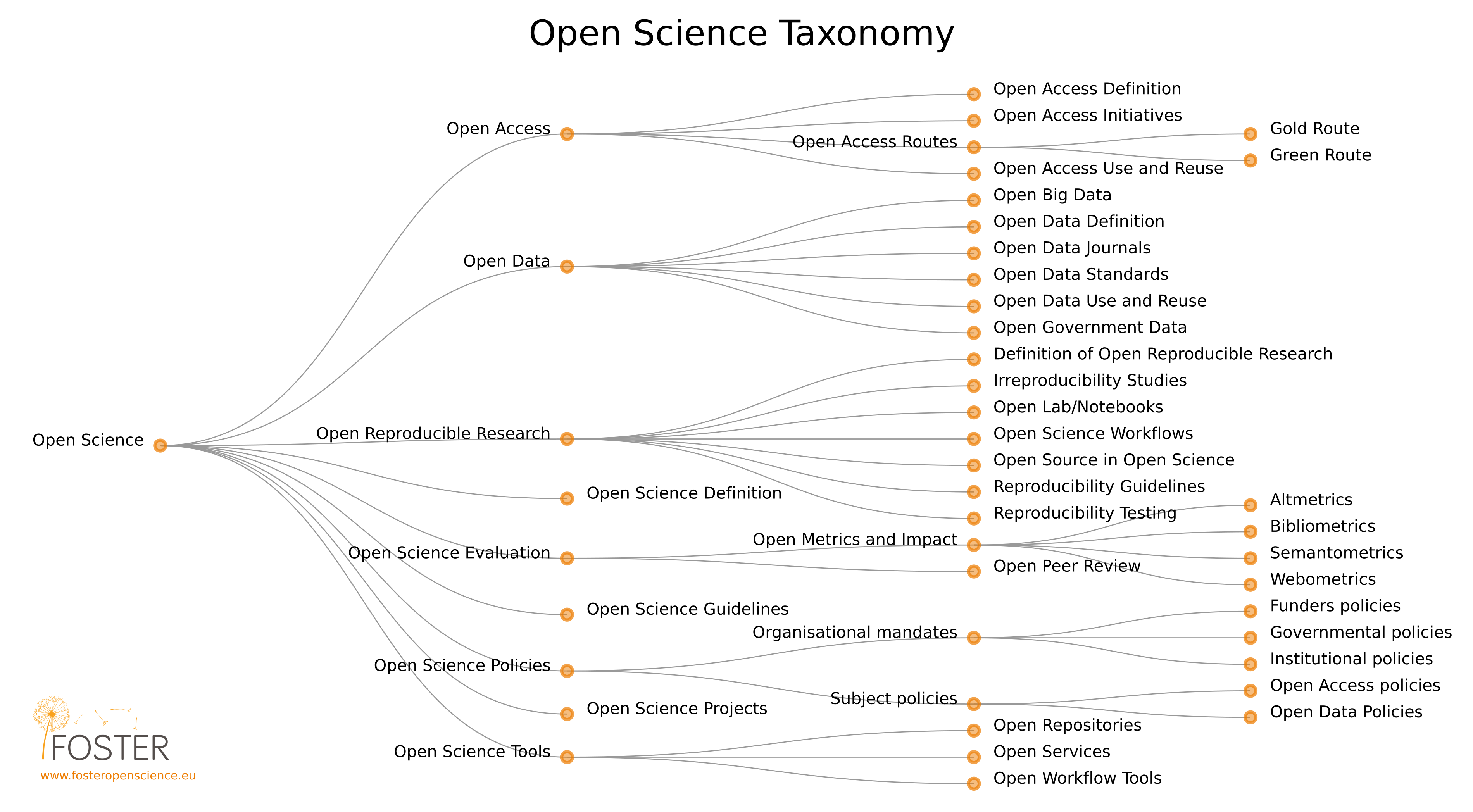
オープンサイエンスの分類体系

FOSTERの分類によれば、オープンサイエンスはオープンアクセスやオープンデータを包含している。また、現代の科学はデータや情報を処理するためにソフトウェアを必要とするので、オープンサイエンスはオープンソース運動とも切り離せない。コンピュータを使った解析により結果を得るまでの計算の過程がますます複雑化し、結果の再現性に問題が生じている。ある結果を得るに至ったデータと計算に使ったコードを保存、組織化し、オープンにし、この問題に取り組もうとするオープンリサーチコンピュテーションという動きも含まれる。

## 歴史
学術雑誌という制度によって、オープンサイエンスの近代が始まった。秘密主義だった科学者たちは、社会からのプレッシャーに屈したのである。

### 学術雑誌以前
学術雑誌が登場する前は、科学者たちは自分たちの発見を公表しても利益が少ないどころか、失うもののほうが大きかった。そこで、ガリレオ・ガリレイ 、 ケプラー 、ニュートン、ホイヘンス、フックなど多くの科学者は、まず自分たちの発見をアナグラムや暗号で符号化して記述したものを流布した 。そして、それらの発見から何か利益を得るものを開発できたときになってはじめて公表し、アナグラムや暗号をもとにそれは自分の発見だと主張した。
発見をすぐに公表しないというシステムのおかげで、重要な発見があったということが迅速に広まらず、だれがそれを発見したのかということを証明し難いという問題が生じていた。ニュートンとライプニッツは、双方が微積分を発明したと主張した。ニュートンは、1660年代から1670年台には微積分について書いたと主張したが、出版されたのは1963年だった。ライプニッツは、微積分についての論文を1684年に発表した。誰が発見者、発明者であるかという論争は、科学が閉ざされていたことに起因する。そしてこれは、優先権を主張し、利益を得たい科学者にとっても問題であった。
こういった優先権をめぐる論争は、科学者たちが、貴族からの資金援助を受けていたために起こったとも言える。科学者たちは、パトロンである貴族たちにとってすぐに役立つ発明をするか、あるいは彼らをただ楽しませることを求められていた。科学者は、貴族から活動資金を得ている芸術家や作家、建築家、哲学者たちと同じように、パトロンに名声をもたらしたのである。このため、科学者たちはパトロンを満足させなければならないというプレッシャーにさらされ、それ以外の人たちのために進んで科学をオープンにしようとはしなかった。

### 学会と学術雑誌の出現
ついに、科学者個人に対するパトロン制度は、一般社会が科学的な成果を要求することによって消滅していった。 たった一人のパトロンだのみでは、彼が充分に資金を提供できなければ科学者は不安定なキャリアしか持てない。科学者は、常に資金を必要としていたのである。 この状況は、複数のパトロンが資金提供するアカデミーに、複数の科学者をプールするという方向性に変わってきた。イングランドは1660年に王立協会を、フランスは1666年に科学アカデミーを設立した。1660年代から1793年にかけて、各国の政府はこれら2つのアカデミーをモデルにしてできた約70の学会を公式に認めた 。1665年、ヘンリー・オルデンバーグは、科学に特化した世界初の学術雑誌であり、学術出版の基礎となったフィロソフィカル・トランザクションズの編集者となった。1699年までには30の、1790年には1,052の学術誌が存在していたとされる。 それ以来、学術出版はますます拡大を続けている。

### 学会の協力
現代では、多くの学会が、公的資金による大学や研究機関の研究者に対し、研究成果を共有することを求め、その一方で一部の技術開発の成果は独占してもよいとしている。たしかに一部の研究成果は商業的な収益を生み出す可能性を秘めている。他の研究機関に公開されていれば科学全体の発展につながるようなものであっても、それらから得られる利益を期待して、情報を秘匿しようとする研究機関は少なくない。技術に対しての潜在的な支出を予測したり、あるいは保持することのコストを評価するのは困難である。しかし、一研究機関が他のすべての研究機関から技術を秘匿するコストは、その技術から得られる利益ほど大きくないというのは一般的に同意されている。

## 政策
さまざまな国の政府は科学研究に資金を提供している。科学者たちは、研究の成果を論文に書き、学術雑誌に捧げる。それらの雑誌はたいてい商業出版社のものである。大学や図書館などの公共機関は、それらの雑誌を購読する。オープンアクセス出版社PLOSの創設者マイケル・アイゼンは、「納税者は科学研究のために税を納めているのに、その成果を読むためにまた支払わなければならない」システムであると説明している。

### アメリカ
アメリカでは、2011年12月、公的な研究助成団体が研究成果をオンラインで一般に無料公開することを課すような助成金を出すことを禁じる、研究成果法という法案が提出された。 提出者の一人であるダレル・アイサは、法案の説明として「公的助成金による研究成果は絶対に一般の人々も利用できるようし続けるべきである。しかしながら我々はまた、公的助成による研究成果に対して民間が付け加える付加価値を保護しなければならない。民間には、まだまだ活動している商業的な、あるいは非営利のコミュニティがあるのだ。」と述べた。 この法案に対しては、さまざまな研究者から反対の声が上がった。中でも、商業出版社エルゼビアに対するボイコットは、知識の代償と呼ばれた。

### 日本
日本では、2016年１月に閣議決定された第五期科学技術基本計画においては、オープンサイエンスについて以下に言及されている。

## オープンサイエンスの組織とプロジェクト
大規模な科学プロジェクトは小規模なものよりオープンサイエンスの実施に積極的な傾向がある

### オープンサイエンスのプロジェクト
- アレン脳地図
- Encyclopedia of Life
- Galaxy Zoo（英語版）
- 国際 HapMap 計画
- Open Science Framework（OSF、英語版）
- OpenWorm（英語版）
- Polymath Project（英語版）
- スローン・デジタル・スカイサーベイ

### Social initiatives
- ブダペスト・オープンアクセス・イニシアティヴ（英語版）[22]
- 知識の代償

### オープンサイエンスを実行または推進する機関
- アレン脳科学研究所[23]
- オープンサイエンスセンター（英語版）
- Public Library of Science (PLOS)
- サイエンス・コモンズ
- オープンナレッジ財団（英語版：Open Knowledge International）
- F1000Research（英語版）
- figshare（英語版）
- Ibercivis（英語版）
- Experiment.com（英語版）
- オープンサイエンスに関するアムステルダム行動要請（英語版）採択時のEU議長国（オランダ）
- Blue Obelisk（英語版） (化学)

## 留意点
研究成果の公開に当たって出版物は著作権の規定に従って行なう必要がある一方、非出版物の公開に当たって所持者の定める規定に従って利用する必要がある。図書館の所蔵物の内出版物は各国の著作権の規定に従っての利用が可能であるが、手稿本等の非出版物については各々の所持者の定める規定に従っての利用が求められる。例えば、各図書館はその所蔵資料の利用について、用途毎に費用を設定していて問い合わせる必要がある。